# بوينغ طراز 80
بوينغ طراز 80 (بالإنجليزية: Boeing 80)، هي طائرة ركاب أمريكية من عشرينيات القرن العشرين. وهي طائرة ثنائية الأجنحة بثلاثة محركات، صممتها شركة بوينغ للطائرات لصالح شركة الطيران التابعة لها آنذاك "بوينغ إير ترانسبورت"، وقد نجحت هذه الطائرة في نقل البريد الجوي والركاب ضمن رحلات منتظمة.

## التصميم والتطوير
أسّس ويليام بوينغ شركة "بوينغ إير ترانسبورت" في 17 فبراير 1927 بهدف تشغيل خدمات البريد الجوي التعاقدي بين سان فرانسيسكو وشيكاغو، ضمن خط CAM.18، وتسلّمت الشركة إدارة الخط في الأول من يوليو من نفس العام. في البداية، اعتمدت الشركة على طائرات "بوينغ 40" ذات المحرك الواحد، والتي كانت تستوعب أربعة ركاب فقط، ما ساهم في دعم الإيرادات إلى جانب دخل البريد الجوي المدعوم من الحكومة.
ولزيادة الاعتماد على نقل الركاب، رأت بوينغ الحاجة إلى طائرة أكبر وأكثر ملاءمة للرحلات التجارية. وفي أوائل عام 1928، بدأت الشركة بتطوير طائرة جديدة بثلاثة محركات، أُطلق عليها اسم "موديل 80"، قادرة على نقل 12 راكبًا. وعلى خلاف منافساتها مثل "فوكَر F-10" و"فورد ترايموتر"، اختارت بوينغ تصميمًا ثنائي الأجنحة، لتوفير أداء أفضل في الإقلاع والهبوط، خاصة في المطارات ذات البنى التحتية المحدودة والمرتفعة نسبيًا عن سطح البحر.
صنع هيكل الطائرة من أنابيب فولاذية وألومنيوم مغطاة بالقماش، وتم تجهيز المقصورة الداخلية بشكل مريح، بحيث تتسع لـ12 راكبًا موزعين على ثلاثة مقاعد في كل صف. أما طاقم القيادة المكوَّن من طيارَين، فكان يجلس في قمرة قيادة مغلقة أمام مقصورة الركاب. وجاءت الأجنحة، المصنوعة من الفولاذ وسبائك الألمنيوم (دورالومين) والمغطاة بالقماش، مزوّدة بأطراف قابلة للفك لتسهيل تخزين الطائرة في الحظائر.
حلّقت أول نسخة من طائرة موديل 80، والتي كانت تعمل بثلاثة محركات شعاعية من نوع "برات آند ويتني واسب"، في 27 يوليو 1928. وتم لاحقًا بناء ثلاث طائرات إضافية من نفس الطراز، قبل أن تبدأ الشركة في إنتاج النسخة المحسّنة "موديل 80". امتازت هذه النسخة بجسم أطول، ما أتاح زيادة سعة الركاب إلى 18 راكبًا، واستخدام محركات أقوى من نوع "برات آند ويتني هورنت". أجرت الطائرة أول رحلة لها في 18 يوليو 1929، ونالت شهادة صلاحية الطيران في 20 أغسطس من العام نفسه.